# Bušak
Bušak (lat. Dittrichia), maleni biljni rod iz porodice glavočika. Postoje dvije priznate vrste, obje iz Sredozemlja.
U Hrvatskoj rastu obje vrste, jedna je poznata kao smrdljivi, a druga kao ljepljivi bušak.

## Vrste
1. Dittrichia graveolens (L.) Greuter, smrdljivi bušak
2. Dittrichia viscosa (L.) Greuter, ljepljivi bušak

## Sinonimi
- Alunia Lindl.; Sibth. & Sm., Fl. Graec. 10: 73 (1840)
- Cupularia Godr. & Gren.; Fl. France Corse 2: 180 (1850), nom. illeg.
- Myriadenus Cass.; Bull. Sci. Soc. Philom. Paris 1817: 138 (1817), nom. illeg.